# Froschkönig (1988)
Froschkönig ist ein DEFA-Märchenfilm aus dem Jahr 1988, bei dem Walter Beck Regie führte. Der in den DEFA-Studios der DDR entstandene Film ist eine freie Adaption des Grimm’schen Märchens Der Froschkönig oder der eiserne Heinrich. Jana Mattukat ist als Königstochter Henriette besetzt, Jens-Uwe Bogadtke als zu erlösender Froschkönig, Peter Sodann als König und Franziska Glöss-Ebermann und Susanne Lüning als Schwestern von Henriette.

## Handlung
Beim Spielen lässt Königstochter Henriette versehentlich ihre Goldkugel in den Brunnen fallen. Ein Frosch taucht auf und verspricht seine Hilfe, wenn die Prinzessin sich bereit erklärt, dass er mit ihr spielen, essen und in ihrem Bett schlafen darf. Henriette verspricht es, aber als sie ihre Goldkugel wieder hat, lässt sie ihn zurück, ohne sich weiter um ihn zu kümmern.
Der Frosch folgt der Königstochter aufs Schloss, wo ihm Henriette auf Drängen ihres Vaters unter großem Widerwillen seine Wünsche erfüllen muss, da man ein Versprechen einzuhalten habe. Als der Frosch aber in ihrem Bett schlafen will, wirft ihn die wütende Henriette an die Wand, woraufhin sich der Frosch in einen Prinzen verwandelt. Henriette möchte zwar nun mit dem Prinzen zusammen sein, doch ist er, wie er ihr traurig gesteht, nicht erlöst, da Henriette sich nicht an ihr Versprechen gehalten hat. Trotz ihres Protestes verlässt er das Schloss, um sich in die Verbannung zu begeben.
Da die Suche von Henriettes Vater nach dem Prinz vergeblich ist, beschließt die Königstochter, sich selbst auf die Suche nach ihm zu machen. Auf ihrem Weg begegnet sie dem Feuer und dem Wasser. Diese können ihr nicht helfen, sondern ihr nur Durchlass durch ihr Reich gewähren. Der Wind schließlich kann sie zur Zitadelle tragen, in die der Prinz verbannt wurde. Der Wächter weist sie zunächst ab, aber sie erschleicht sich Zugang, indem sie sich als Geselle Heinrich ausgibt.
Dem Kellermeister schenkt Henriette eine Goldkette, um dem Prinzen Wein servieren zu dürfen, was es ihr ermöglicht, mit diesem aus einem Becher zu trinken und ihr erstes Versprechen zu erfüllen. Durch die Goldkette schöpft der Prinz Verdacht, dass Heinrich eine Frau sein könnte, und lässt zum Test Erbsen auf der Kellertreppe ausstreuen, auf denen Henriette ausrutscht. Doch sie besteht diesen Test, indem sie trotz Schmerzen den Kellermeister beschimpft, statt zu weinen.
Dem Koch gibt Henriette einen Haarreif, um das Essen auftragen zu dürfen und ihr Versprechen zu erfüllen, mit dem Prinzen von einem Teller zu essen. Der Haarreif schürt im König erneut den Verdacht, Heinrich könnte eine Frau sein. Der Koch schlägt vor, Heinrich in der Waffenkammer zu testen: Eine Frau würde die Waffen nicht anrühren. Sie besteht aber auch diesen Test, indem sie die Waffen ausprobiert und dabei König und Koch aus der Waffenkammer vertreibt.
Dem Kämmerer schenkt Henriette ihre Goldkugel und verschafft sich auf diese Weise Einlass in das Schlafzimmer des Prinzen. Sie legt sich in sein Bett und erfüllt auch ihr Versprechen, mit ihm in einem Bett zu schlafen. Als der Prinz die Goldkugel sieht, wird ihm klar, dass es sich um Henriette handelt. Er gibt das jedoch nicht zu erkennen, sondern testet sie erneut, indem er ihr den Posten des Kutschers gibt und ihr aufträgt, ihn zu seiner Braut zu fahren. Widerwillig und unter Tränen erfüllt sie seinen Wunsch. Das Ziel der Fahrt ist aber das Schloss von Henriettes Vater, und der Prinz erklärt Henriette zu seiner Braut.

## Produktionshintergrund, Veröffentlichung
Produziert wurde der Film vom DEFA-Studio für Spielfilme (Potsdam-Babelsberg; Künstlerische Arbeitsgruppe „Johannisthal“), Produktionsleitung Siegfried Kabitzke, Aufnahmeleitung Holger Bohm und Egon Schlarmann. Ein Teil der Außendreharbeiten um den Brunnen des Froschkönigs herum fand auf dem Wasenberg (Mötzow), der früheren Hinrichtungsstätte des Domkapitels von St. Peter und Paul (Brandenburg an der Havel), nordöstlich von Brandenburg an der Havel statt. 
Der Erstverleih des Films erfolgte durch den Progress Film-Verleih (Berlin-Ost). Froschkönig kam am 26. Juni 1988 in die Kinos der DDR. In Polen wurde er im August 1989 unter dem Titel Zabi król veröffentlicht, in Ungarn unter dem Titel A békakirály. Der Video-Titel in den USA lautet The Frog Prince.
Die Icestorm Distribution GmbH gab den Film mehrfach auf DVD heraus, zuletzt am 8. Oktober 2012.

## Kritik
Das Lexikon des internationalen Films schrieb: „Eine Prinzessin muss einige Prüfungen bestehen, bevor der verwunschene Prinz endlich erlöst wird. Das bekannte Volksmärchen neu verpackt, jedoch mitunter zu behäbig und didaktisch“.
Der Redakteur der Seite SofaHelden meinte, der Film biete durch seine „interessante Interpretation bzw. Variation der bekannten Geschichte der Gebrüder Grimm spannende Unterhaltung“ und vermittle „seine Werteaussage in vielerlei Hinsicht“. Ein gegebenes Versprechen sei einzuhalten und „lieber spät als nie“.